# ガエターノ・シレア
ガエターノ・シレア（Gaetano Scirea、1953年5月25日 - 1989年9月3日）は、イタリア・チェルヌスコ・スル・ナヴィーリオ出身の元サッカー選手。ポジションはディフェンダー（センターバック）。イタリア史上屈指のリベロとの評価を受けている。

## 経歴
アタランタ在籍時、1972-73シーズンの開幕戦、ジャンカルロ・サヴィオラの負傷により、先発出場の機会を得た。このシーズン、20試合で起用されたが、チームはセリエBに降格してしまう。1973-74シーズン、セリエBで38試合に出場、活躍がユヴェントスFCの目に留まり、1974-75シーズンからユヴェントスへと移籍した。ユヴェントスでは、ゴールキーパーのディノ・ゾフとともに鉄壁の守備陣を築き、ユヴェントスのUEFAチャンピオンズカップ優勝や7度のスクデット獲得。1985年のインターコンチネンタルカップ、アルヘンティノス・ジュニアーズ戦では負傷交代となったが、優勝を果たした。87-88シーズンまで現役を続けたがあ、この最後のシーズンは、ベンチスタートになることが多くなっていた。4月24日、リーグ第27節のサンプドリア戦では、途中交代で出場すると、試合終了間際にキャリア最後の得点となった同点ゴールを決めた。リーグ最終節のフィオレンティーナ戦で現役最後の試合出場を果たした。ユヴェントスでの公式戦出場552試合は、2008年にアレッサンドロ・デル・ピエロによって破られるまでのクラブ記録だった。
1975年12月30日、ギリシャ戦でやイタリア代表チームのデビューを果たした。イタリア代表においては、フランコ・バレージをも抑えて長年レギュラーとして活躍した。1978年のワールドカップアルゼンチン大会では、史上最も美しいイタリア代表チームとの評価も得たが、第4位に終わった。1982年のワールドカップスペイン大会では全試合にフル出場、決勝の西ドイツ戦ではマルコ・タルデッリの決勝ゴールをアシストするなど、優勝の原動力となった。1984年以降はキャプテンを務めた。1986年もワールドカップメキシコ大会にも出場した。
1988年、現役を続けるというオプションもあったが、現役を引退。翌1989年にはゾフのユヴェントス監督就任と同時に助監督に就任した。同年9月、UEFAカップでユヴェントスと対戦する予定になっていたポーランドのグールニク・ザブジェを視察し車で帰国する道中、交通事故に巻き込まれ、36歳で死去した。没後、90年に新設されたユヴェントスのホームスタジアムであったスタディオ・デッレ・アルピの観客席の一角には、シレアに敬意を表して「Curva Scirea」と呼ばれるサポーター席が設けられた。

## 人物
プレースタイルは、フランツ・ベッケンバウアーとよく比較される。ピッチの内外問わず、模範的な人格者として知られていて、現役生活の中で一度も退場処分を受けなかった。シレアの名はイタリア国内ではスポーツマンシップの代名詞として、若い世代の大会名やフェアプレー賞に冠されている。